# Jacopo Venturiero
Jacopo Venturiero (Roma, 11 marzo 1985) è un doppiatore e attore italiano.

## Biografia
Ha debuttato sul grande schermo all'età di undici anni nel film La medaglia di Sergio Rossi, presentato nel 1997 alla Mostra del Cinema di Venezia, e in televisione in Amico mio 2 (1998). Da allora è apparso in numerose serie televisive, tra cui Giorni da Leone (2002) e Giorni da Leone 2 (2006).
Dopo aver conseguito la maturità liceale, si è diplomato a 21 anni all'Accademia nazionale d'arte drammatica "Silvio D'Amico".
In teatro è stato diretto da Lorenzo Salveti, Maurizio Scaparro, Giorgio Albertazzi, Antonio Calenda, Claudio Longhi, Gabriele Lavia, Kriszta Székely per il Teatro di Roma, il Teatro Stabile del Friuli Venezia-Giulia, l'Istituto Nazionale del Dramma Antico e il Teatro Stabile di Torino.
Nel 2012 ha iniziato il sodalizio con il regista Silvio Peroni sulla drammaturgia contemporanea anglofona, con gli spettacoli Cock di Mike Bartlett (2014-2016), Costellazioni di Nick Payne (2016-2018) e The Aliens, del premio Pulitzer Annie Baker (2017), testi premiati e rappresentati in tutto il mondo e portati per la prima volta in Italia.
Nel 2018, nel ruolo dello speaker radiofonico Adriano, è entrato a far parte del cast principale della seconda e terza stagione di Suburra - La serie, diretta da Andrea Molaioli, Piero Messina e Arnaldo Catinari per Netflix.
Nel 2021 è stato protagonista del quinto episodio della serie Rai Blanca e nell'estate dello stesso anno, per la regia di Silvio Peroni, è stato in scena con Molto rumore per nulla di William Shakespeare al Teatro Stabile di Torino, nel ruolo di Benedetto.
Nel 2023, sempre per il Teatro Stabile di Torino, è stato Buckingham nel Riccardo III di William Shakespeare diretto dall'ungherese Kriszta Székely con Paolo Pierobon
Nel 2024 viene scelto per il ruolo di Dario nel docudramma internazionale The Saints, prodotto da Martin Scorsese per Fox Nation.
Come doppiatore ha prestato la voce a John David Washington, Jamie Dornan e tanti altri. Ha realizzato, inoltre, diversi audiolibri per Audible ed è stato una delle voci della trasmissione di Rai Radio 3, Damasco.

## Teatro
- Libero, quasi un musical, di Carlangelo Scillamà, regia di Masaria Colucci (1998)
- Povero Antoine, di R. C. De Lucia, regia di Masaria Colucci (2003)
- Matteotti, l'ultimo discorso (30 maggio 1924), di Maricla Boggio, regia di Ennio Coltorti (2004)
- Manto di Luna, di Philip Ridley, regia di Massimiliano Farau (2005)
- Far Away di Caryl Churchill, regia di Massimiliano Farau (2005)
- Le intellettuali di Molière, regia di Massimiliano Farau (2005)
- La tempesta di William Shakespeare, regia di Lorenzo Salveti (2005-2006)
- Girotondo, di Arthur Schnitzler, regia di Lorenzo Salveti (2006)
- La serratura di Jean Tardieu, regia di Lorenzo Salveti (2006)
- Medea di Seneca, regia di Alberto Gagnarli (2006)
- Piccoli crimini coniugali, di Éric-Emmanuel Schmitt, regia di Marianna De Pinto e Jacopo Venturiero (2006)
- Un tram che si chiama Desiderio, di Tennessee Williams, regia di Lorenzo Salveti (2007)
- Il catalogo, di Jean-Claude Carrière, regia di Marianna De Pinto e Jacopo Venturiero (2007)
- Memorie di Adriano, di Marguerite Yourcenar, regia di Maurizio Scaparro (2007)
- Sunshine, di William Mastrosimone, regia di Giorgio Albertazzi (2007)
- Vita di Galileo, di Bertolt Brecht, regia di Antonio Calenda (2007-2008-2009)
- Art, di Yasmina Reza, regia di Silvio Peroni (2008)
- To be or not to be, di Maria Letizia Compatangelo, regia di Antonio Calenda (2008-2009-2010)
- Miss Cissy Stuff, di M. Kearns, regia di Silvio Peroni (2010)
- L'inventore del cavallo, di Achille Campanile, regia di Antonio Calenda (2010)
- Ex voto, di Xavier Durringer, regia Silvio Peroni (2010)
- L'affarista (Mercadet), di Honoré de Balzac, regia Antonio Calenda (2011-2012-2013)
- I due fratelli, di Alberto Bassetti, regia di Antonio Calenda (2012)
- Prometeo incatenato, di Eschilo, regia di Claudio Longhi. Teatro Greco di Siracusa (2012)
- Le Baccanti, di Euripide, regia di Antonio Calenda. Teatro Greco di Siracusa (2012)
- Hedda Gabler, di Henrik Ibsen, regia di Antonio Calenda (2013-2014)
- Dracula, di Massimo Roberto Beato, regia di Jacopo Bezzi (2014)
- Cock, di Mike Bartlett, regia di Silvio Peroni (2014-2015-2016)
- Passio Hominis - Rappresentazione della Passione, di Maria Jacoba Floria, regia di Antonio Calenda (2015)
- Odissea, di Derek Walcott, regia di Vincenzo Manna (2015-2017)
- Elettra, di Sofocle, regia di Gabriele Lavia. Teatro Greco di Siracusa (2016)
- Costellazioni, di Nick Payne, regia di Silvio Peroni (2016-2017-2018)
- The Aliens, di Annie Baker, regia di Silvio Peroni (2017)
- Molto rumore per nulla, di William Shakespeare, regia di Silvio Peroni. Teatro Stabile di Torino (2021)
- Pasolini/Pound. Odi et amo, di Leonardo Petrillo, regia di Leonardo Petrillo (2022-2023-2024)
- Riccardo III, di William Shakespeare, regia di Kriszta Székely. Teatro Stabile di Torino (2023)
- Re Lear, di William Shakespeare, regia di Gabriele Lavia (2024)
- Lungo viaggio verso la notte, di Eugene O'Neill, regia di Gabriele Lavia (2025)

## Filmografia

### Cinema
- La medaglia, regia di Sergio Rossi (1996)
- Dio c’è, regia di Alfredo Arciero (1998)
- Uomini & donne, amori & bugie, regia di Eleonora Giorgi (2002)
- Tutto da sola, regia di Carlo Chiaramonte – cortometraggio (2009)
- The Gardener of God, regia di Liana Marabini (2010)
- Beitempi, regia di Alessandro Del Vecchio – cortometraggio (2010)

### Televisione
- Amico mio - La nuova serie – serie TV, episodio 2x01 (1998)
- Lui e Lei – serie TV, episodio 1x01 (1998)
- Un prete tra noi – serie TV, episodio 2x04 (1999)
- Una donna per amico – serie TV, Prima puntata (2001)
- Distretto di polizia 2 – serie TV (2001)
- Casa famiglia – serie TV, 9 episodi (2001-2003)
- Giorni da Leone, regia Francesco Barilli – miniserie TV (2002)
- Giorni da Leone 2, regia Francesco Barilli – miniserie TV (2006-2008)
- Il maresciallo Rocca e l'amico d'infanzia, regia di Fabio Jephcott – miniserie TV (2008)
- Nero Wolfe – serie TV, 1x01 (2012)
- CentoVetrine – soap opera, 1 puntata (2013)
- Suburra - La serie – serie TV, 9 episodi (2019-2020)
- Blanca – serie TV, episodio 1x05 (2021)
- Doc - Nelle tue mani – serie TV, episodio 3x11 (2024)

### Webserie
- #140secondi - webserie (2015)

## Doppiaggio

### Cinema
- Jamie Dornan in Cinquanta sfumature di nero, Cinquanta sfumature di rosso, A Private War, Il profumo dell'erba selvatica, Ricomincio da te - Endings, Beginnings, Belfast, Heart of Stone, Assassinio a Venezia
- John David Washington in Monster, Old Man & the Gun, Tenet, Malcolm & Marie, Beckett, Amsterdam, The Creator, The Piano Lesson
- Yahya Abdul-Mateen II in Baywatch, Aquaman, Il processo ai Chicago 7, Candyman, Matrix Resurrections, Aquaman e il regno perduto
- Scott Eastwood in Snowden, Fast & Furious 8, Pacific Rim - La rivolta, Fast X
- Aaron Taylor-Johnson in Kraven - Il cacciatore, Nosferatu, 28 anni dopo
- Kobna Holdbrook-Smith in Ghost Stories, L'uomo sul treno - The Commuter
- Dave Franco in Se la strada potesse parlare, 6 Underground
- Ser Darius Blain in Jumanji - Benvenuti nella giungla, Jumanji: The Next Level
- Jonny Weston in The Divergent Series: Insurgent, The Divergent Series: Allegiant
- Regé-Jean Page in The Gray Man, Black Bag - Doppio gioco
- Taron Egerton in Rocketman
- Diego Calva in Babylon
- Oliver Jackson-Cohen ne L'uomo invisibile
- Douglas Booth in Mary Shelley - Un amore immortale
- Joel Fry in Yesterday
- Diego Luna in Un giorno di pioggia a New York
- E.J. Bonilla in Gemini Man
- Seth Rogen in Steve Jobs
- Billy Howle in Chesil Beach - Il segreto di una notte
- Joe Alwyn in Maria regina di Scozia
- Henry Golding in Crazy & Rich
- Ignacio Serricchio in Il corriere - The Mule
- Yani Gellman in 47 metri
- Jon Bass in Loving - L'amore deve nascere libero
- Miquel Fernández in Chiudi gli occhi - All I See Is You
- Adeel Akhtar in The Big Sick - Il matrimonio si può evitare... l'amore no
- Jimmy LeBlanc in Il caso Spotlight
- Ari Shaffir in Le spie della porta accanto
- Akin Gazi in Il padre
- Vinzenz Kiefer in Jason Bourne
- Shaïn Boumedine in Mektoub, My Love - Canto uno
- Doug Demirkol in L'albero dei frutti selvatici
- William Jackson Harper in Ant-Man and the Wasp: Quantumania
- Kostja Ullmann in Paradise
- Connor Swindells in Barbie
- Benny Safdie in Oppenheimer
- Tom Blyth in Hunger Games - La ballata dell'usignolo e del serpente
- Tom Ellis in Players
- Darnell Appling in Challengers
- Austin Butler in The Bikeriders
- Kevin Debonne in Gli infallibili
- Bonko Khoza in Codice: cacciatore
- Moe Bar-El in Itaca - Il ritorno
- Joseph Quinn ne I Fantastici Quattro - Gli inizi

### Film d’animazione
- Peter Parker / Spider-Man in Spider-Man - Un nuovo universo
- Tim Templeton adulto in Baby Boss 2 - Affari di famiglia
- Makoto Fukamachi ne La vetta degli dei
- Seth / Cyborg 0018 in Cyborg 009 vs Devilman
- Robbie Williams scimpanzé in Better Man

### Serie animate
- Josh in Lo straordinario mondo di Gumball
- Kevin Due fantagenitori
- Ryudo in Vanguard
- Torment in Mutant Busters
- Wright in Mr. Peabody & Sherman Show
- Dolph Laserhawk in Captain Laserhawk: A Blood Dragon Remix

### Serie televisive
- Jon Kortajarena in Alto mare
- James Landry Hébert in Westworld - Dove tutto è concesso
- Yahya Abdul-Mateen II in Watchmen
- Regé-Jean Page in Bridgerton
- Samuel Anderson in Another Life
- Ismael Cruz Córdova in The Undoing - Le verità non dette
- David Shatraw e David Hoffman in Bones
- Simon Rivers in No Offence
- Randy Harrison in Mr. Robot
- Ben Wilkinson e Ryan Robbins in Motive
- Tom Stevens in Falling Skies
- Gong Yoo in The Silent Sea
- Christopher Foley e Amir Talai in American Horror Story
- Ashley Zukerman in A Teacher: Una storia sbagliata
- Luis Giraldo in Bia
- Martìn Piroyansky in Maradona: sogno benedetto
- Nathan Stewart-Jarrett in Rapina e fuga
- Bless Amada in Kitz[5]
- Takeru Satō in First Love
- Jovan Adepo in Il problema dei 3 corpi
- Aaron Moten in Fallout
- Michael Vu in The Gentlemen